# キーファーマルクトの祭壇画

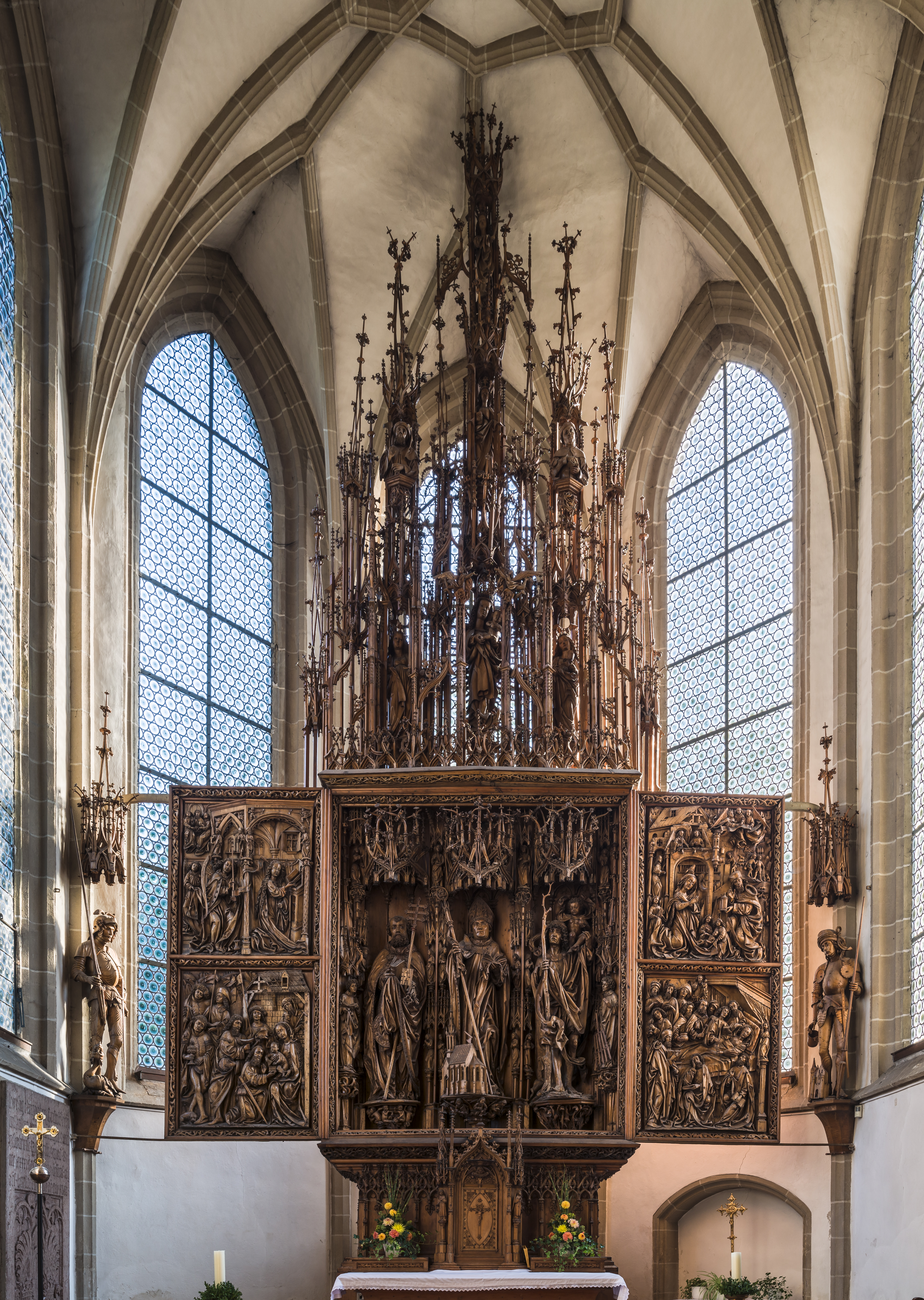
ケファーマルクトの祭壇画

キーファーマルクト（ケーファーマルクト）の祭壇画（キーファーマルクト（ケーファーマルクト）のさいだんが、ドイツ語: Kefermarkter Flügelaltar）は、オーストリアのオーバーエスターライヒ州キーファーマルクト（ケーファーマルクト）の教区教会にある後期ゴシック様式の祭壇画である。祭壇画は騎士クリストフ・フォン・ツェルキングが製作を依頼し、1497年に完成したと推測されている。豪華に装飾された木製の祭壇画には、中央部にペトロ、ヴォルフガングおよびクリストフォロスの各聖人が描かれている。側板にはマリアの生涯に題をとった情景が描かれ、祭壇画には複雑な上部構造とゲオルギオスおよびフロリアヌスの両聖人を示す側面の絵も備えられている。製作者の身元は不明だが、少なくとも2名の熟練した彫刻家が祭壇画の主要な彫像を作成したものと考えられている。何世紀にもわたって祭壇画は変更され、元の絵具とギルディングが失われた。大規模な改修は19世紀に作家アーダルベルト・シュティフターの主導のもとに行われた。祭壇画は「ドイツ語圏の中世後期の彫刻における最大の成果の1つ」と評されている。

## 歴史

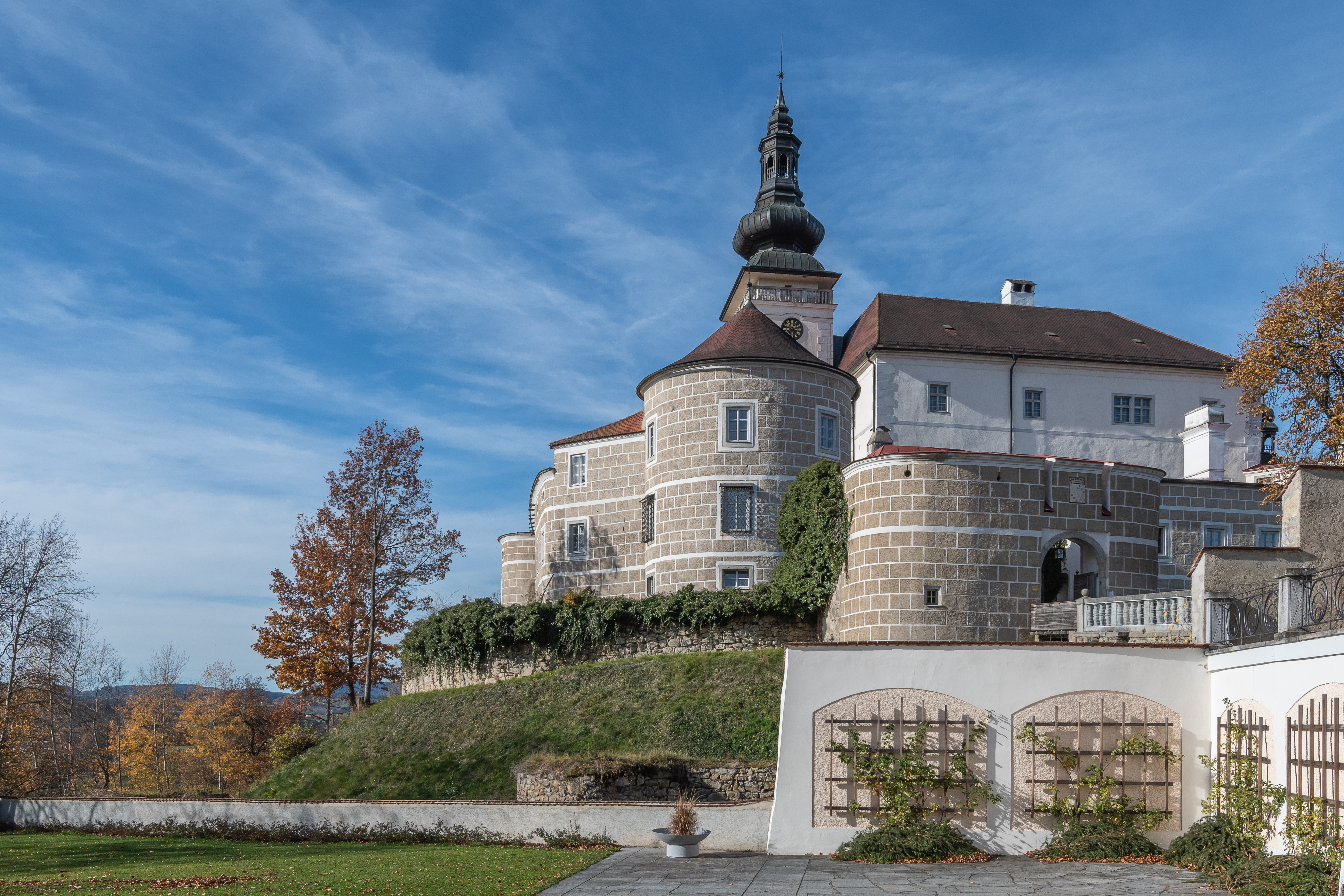
ケファーマルクト郊外にあるシュロス・ヴァインベルクは、祭壇画を依頼したクリストフ・フォン・ツェルキングの居住地だった。

### 依頼と製作
近くのシュロス・ヴァインベルクの領主であり、神聖ローマ皇帝フリードリヒ3世の顧問だったクリストフ・フォン・ツェルキングが1470年から1476年の間にキーファーマルクト（ケーファーマルクト）の新しい教会の建立を依頼した。1490年に書かれた最後の遺言によって当人の死後も聖ヴォルフガングに捧げられた祭壇画には分割払いで製作費が支払われた。遺言が書かれた時点で、祭壇画はすでに依頼されており、製作はすでに開始されていたようである。翌年、クリストフ・フォン・ツェルキングが亡くなり、この教会のクワイヤに埋葬された。祭壇画にはその起源を示す銘文やその他の手がかりはないが、いくつかの状況からクリストフ・フォン・ツェルキングによって依頼された祭壇画のままであることが示されている。1497年の領収書（のちに紛失）には祭壇画の最終的な支払いが記録されており、同年に祭壇画が教会に設置された可能性が示されている。教会の十字架にも1497年の日付が印されており、それまでに教会が完成し、家具・備品などの内装が設けられていたことを示している 。

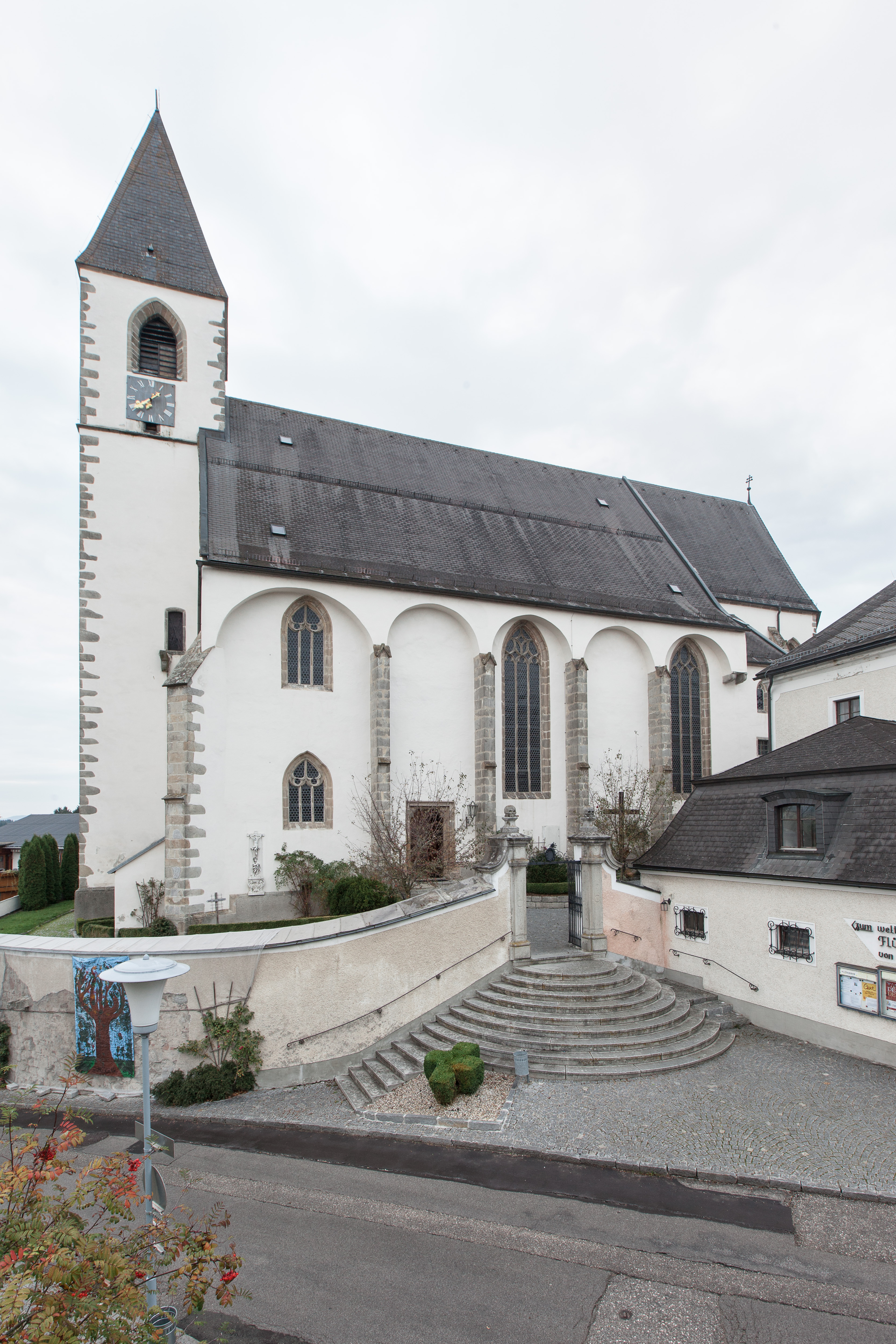
祭壇画が設置されているキーファーマルクト（ケーファーマルクト）の教会。

この祭壇画は「キーファーマルクト（ケーファーマルクト）の祭壇画の親方」（ドイツ語版）と呼ばれることの多い氏名不詳の主たる彫刻家によって作られた。彼は主たる彫刻家とともに中央部の2人の人物（聖ヴォルフガングと聖ペトロ）、翼部のレリーフ、および小さな彫像のほとんどを製作した工房の責任者だったと目されている。構造要素と上部構造は家具職人の工房で作られた可能性がある。主たる彫刻家の身元と工房の場所は長い間議論されてきた。その類まれな品質から、祭壇画はティルマン・リーメンシュナイダー、ファイト・シュトス、ミヒャエル・パッハーおよびアルブレヒト・デューラーらによって作られたという説得力のある主張がなされている。ほとんどの学者は祭壇画を製作した工房がパッサウで活動していたと結論付けているが、パッサウ産の類似の作品は少数しか残されていないため、確定的な結論は出ていない。同様に、マーティン・クリーヒバウムが「キーファーマルクト（ケーファーマルクト）の祭壇画の親方」だとの主張もある。古文書の記録では彼は「画家」とされているが、これは必ずも木彫に熟練していないことを意味するわけではなく、オーバーエスターライヒ州およびニーダーエスターライヒ州で仕事を請け負っていたことが知られている。

### 変化
宗教改革以降、1558年にツェルキング家はプロテスタントに改宗し、その後はカトリックの教会は無視されていた。1629年、教会は完全に閉鎖され、対抗宗教改革の最中に教会がイエズス会に引き継がれた後で1667年にのみ再び開かれた。1670年に修復されたが、この時点で当時普及していたバロック様式に合うように祭壇画が変更されたようである。翼部は元々は閉じることができたが、現在では中央部分に固定されている。上部構造は拡張され、側祭壇から取られた他のゴシック彫刻で豪華にされた。祭壇画の隣の壁の飾り戸棚に立っていない2つの大きな彫像が翼部の上に置かれた。
祭壇画はもともとは部分的にギルディングがされ、塗装されていたが、今日では多色彩色の断片だけが残っている。18世紀後半、当時の好みと理想に合うように祭壇画全体が水漆喰で覆われた。同じような水漆喰仕上げのゴシックの祭壇画はニーダーロートヴァイルおよびモースブルクでも知られている。

### 修復
19世紀の前半、祭壇画はシバンムシの被害を受けていた。1852年に牧師はオーバーエスターライヒ州の知事エドゥアルト・フォン・バッハに近づき、祭壇画復元の助力を求めた。この問いは地方政府の注意を引き、祭壇画は「国の記念物」と見なされ、その修復を名誉の問題ととらえることとなった。作業は美術修復家でもあった作家アーダルベルト・シュティフターが主導した。修復作業は1852年から1855年にかけて実施された。スティフターとは別に、修復者チームには彫刻家のヨハン・リントとヨーゼフ・リントおよび数人の雇われた細工師がいた。修復は十分に文書化されており、祭壇画を彼らの最高の能力で保存及び修復したことが示されている。しかしながら、特に残っていた中世の多色彩色が完全に取り除かれたことから、広範囲にわたる改修が批判されている。おそらく、スティフターはバロック時代の水漆喰の下の絵具の破片もバロック時代に塗られたものと推測したものと考えられる。改修中、上部構造はシバンムシに酷く食い荒らされていたため、大部分を交換する必要があった。アーダルベルト・シュティフターは、自身の小説『晩夏 (シュティフター)』で祭壇画の詳細な説明をしている。
1929年、祭壇画を傷つけいてるシバンムシを除去するための新しい試みがなされた。

## 解説
キーファーマルクト（ケーファーマルクト）の祭壇画は「ドイツ語圏の中世後期の彫刻における最大の成果の1つ」と呼ばれている。祭壇画は床から上部構造の上までの高さが13.8mで6.7mの幅がある。セイヨウシナノキ（19世紀にカラマツで作られたいくつかの細部が加えられた）で作られており、土台のプレデッラ、浅い飾り棚を形成する長方形の中央部分、2つの翼部および複雑な上部構造の4つの異なる部分で構成されている。構造自体は統合されていないが、祭壇画の集合体の一部には、今日では祭壇画の両側の飾り戸棚に配置されている聖ゲオルギオスおよび聖フロリアヌスを描いた2つの彫像も含まれている。

### 中央部分

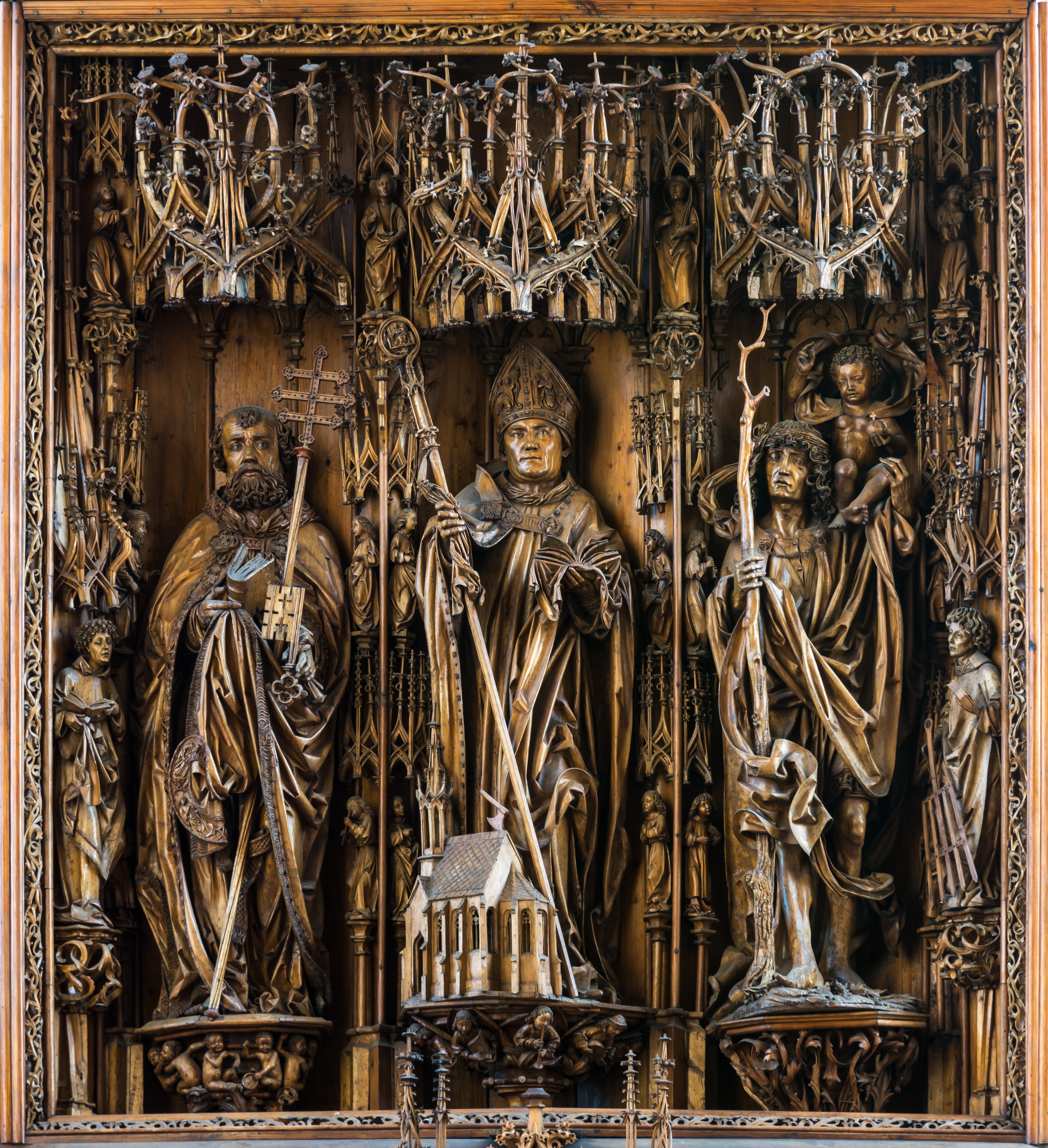
祭壇画の中央部分

中央部分は3つの浅い壁龕に分かれており、それぞれにペトロ、ヴォルフガングおよびクリストフォロス各聖人の等身大よりも少し大きな彫像がおさめられている。これらは豪華に彫刻された持ち送りで支えられ、天蓋が冠されている。教会の守護聖人たる聖ヴォルフガングは中央の壁龕を占めており、他の2聖人よりもわずかに大きい。ペトロが聖ヴォルフガングの右側に、聖クリストフォロスが左側に立っている。聖クリストフォロスはクリストフ・フォン・ツェルキングの個人的な守護聖人であり、ゆえに祭壇画の中で目立つ場所に据えられている。聖クリストフォロスの彫像は一人の芸術家によって作られたようだが、聖ペトロとヴォルフガングの彫像は側板同様に他の手によるものである。特に聖クリストフォロスの彫像はそのやせ細り、意味深長ながら繊細な顔で称賛されているが、他の彫刻は表現が硬く、衣服の飾り布はやや劣る技術と精巧さで作られていると解説されている。珍しいことに、聖クリストフォロスは中世の伝統であった強力な大男としてではなく、若い男として描写されている。彼の頭部は「後期ゴシック彫刻の最高の作品のみに見られる感性を裏切っている」。
聖ヴォルフガングの彫刻は3つの中で最大であり、220cmの高さがある。聖人はコープを纏い、司教杖を持った司教の正装で描かれている。足元には聖人の特質の一つである斧が屋根に取り付けられた模型の教会が置かれている。彼の顔の特徴は「かなりのエネルギーと意欲のある人物であることを示している」と美術史研究者のライナー・カースニッツは述べている。高さ196cmの聖ペトロは、聖ヴォルフガングよりもさらに豪華な服を着ている。装飾されたブロケードのコープが聖人をほぼ完全に包み込んでいる。手袋をはめた手には聖人の属性である天国の鍵と本を持っている。服のひだの間には教皇杖が左肩に寄りかかっている。最後に、聖クリストフォロスはキリストを肩に載せた若い男として描かれている。像の大きさは190cmである。無冠で裸足である。川を渡ってキリストを運ぶ際にでこぼこの枝で自分を支えており、風が衣服をはためかせている。
中央部分の横には聖ステファノと聖ラウレンティウスを描写した2体の小さな彫像が内向きに配置されている。どちらも高さ95cmで、かなり伝統的な祭服を着た聖人として描写されている。

### 翼部
聖ヴォルフガングを除けば、祭壇画の主要な聖人はマリアである。マリア像は上部構造中ほどの中央パネルの上に目立つように配置されている。さらに2つの翼にそれぞれ、マリアの生涯の情景が描かれた一対の木製のレリーフが置かれている。翼部はもともとは閉じることができたが、現在は固定されている。もともと、外側には聖ヴォルフガングの生涯の場面が描かれていた可能性がある。聖人の右側の翼には、上部に受胎告知が、下部のパネルに東方の三博士が示されている。もう一方の翼には上部にキリストの誕生が示され、下部のパネルではマリアの死が示されている。マリアの姿はすべてのパネルで同じように描写されている。
受胎告知の場面では、マリアは旧約聖書の預言者を意図した人物の柱頭がついた凝った彫刻の柱で支えらえた半開きの建物の中にある祈祷用のスツールに跪いた姿で描写さえれている。大天使ガブリエルが建物に入ってきており、挨拶の一部であるAve Mariaが見える帯状の吹き出しを保持している。左上隅には雲の中に2人の天使と並んだ父なる神が描かれているのが見える。もともとはパネルには聖霊の象徴である鳩も含まれていたが失われている。
反対側の聖人の左側の翼の上部にはキリストの降誕が描写されている。マリアは自身のドレスの折り重ねた上で自身の前に置かれたキリストの前で、献身的に跪いて描かれている。反対側ではヨセフも御子の前に跪いている。マリアの上方、彼らの後方の建物の屋上にマンドリンとリュートを演奏する2人の天使がいる。背景には「羊飼いへのお告げ」が見られる。
時系列でこの場面に続くのは、受胎告知の場面の下のパネルとなる。ここに東方の三博士が描かれている。賢者の一人がキリストの前に跪いている間、マリアはキリストを見つめており、御子は賢者が持参した箱の中の黄金で遊んでいる。この賢者と、その後ろの2人目の賢者は敬意を表すために脱帽している。
最後のパネルではマリアの死が描写されている。静かに死の床に横たわっているが、小さな天使がカーテンをめくり上げて見る者がマリアをよく見られるようにしている。12人の使徒が全員登場しており、それぞれが個々の特徴を持って描かれている。聖ペトロの頭上、雲の中にキリストが現れ、小さな姿で母親の魂を受け取る。

翼部のパネル
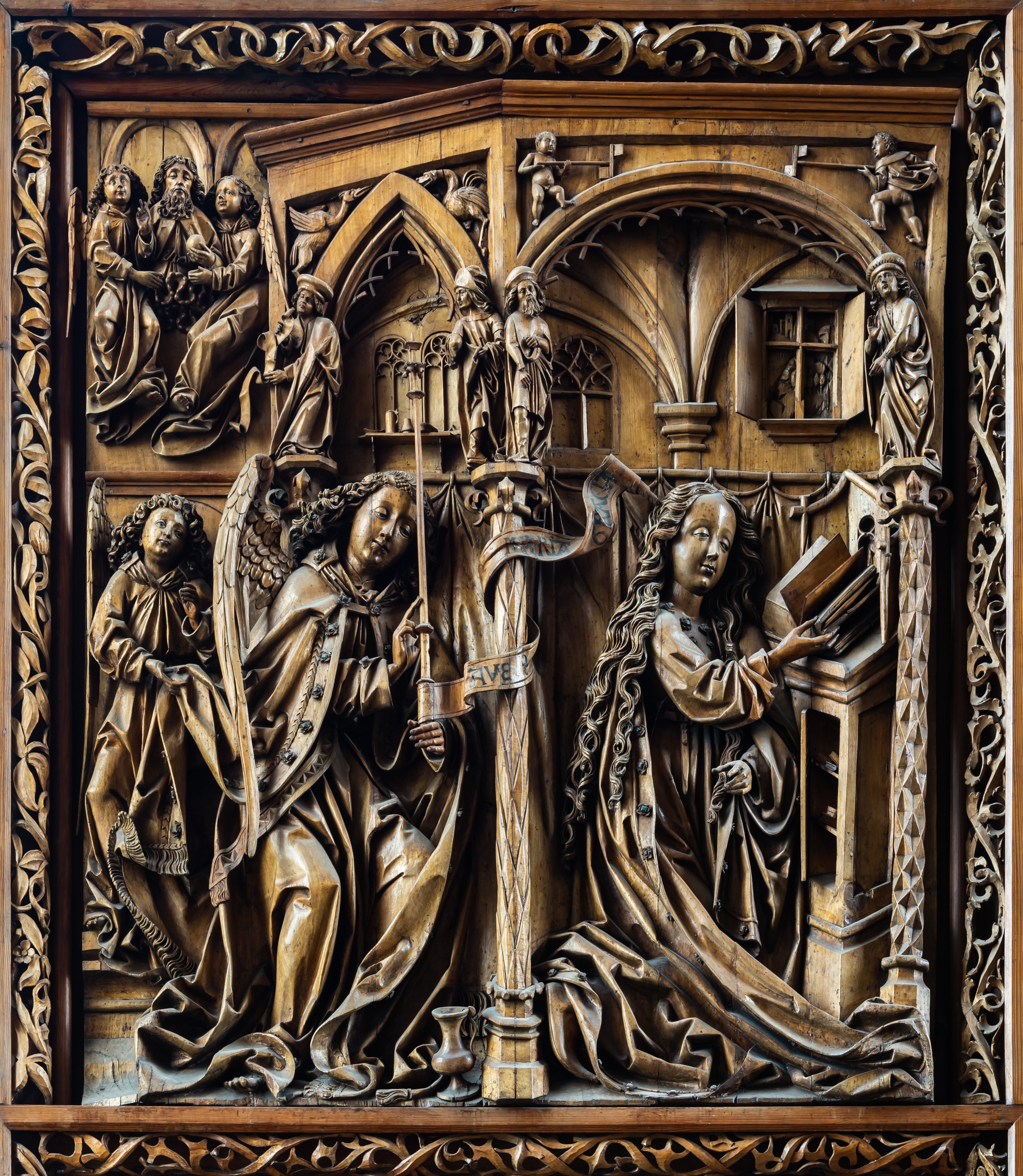
受胎告知、右翼上部パネル
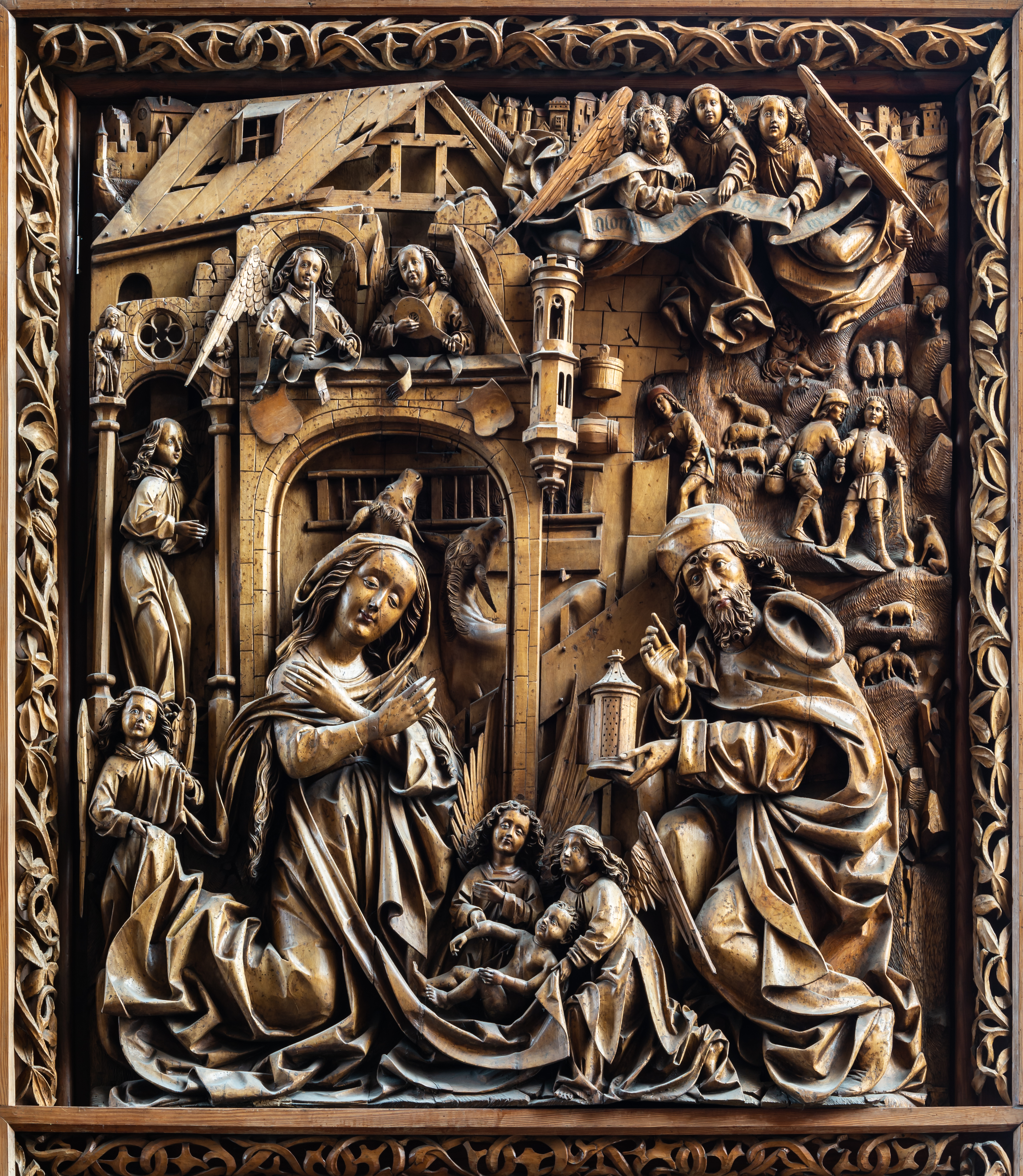
キリストの降誕、左翼上部パネル
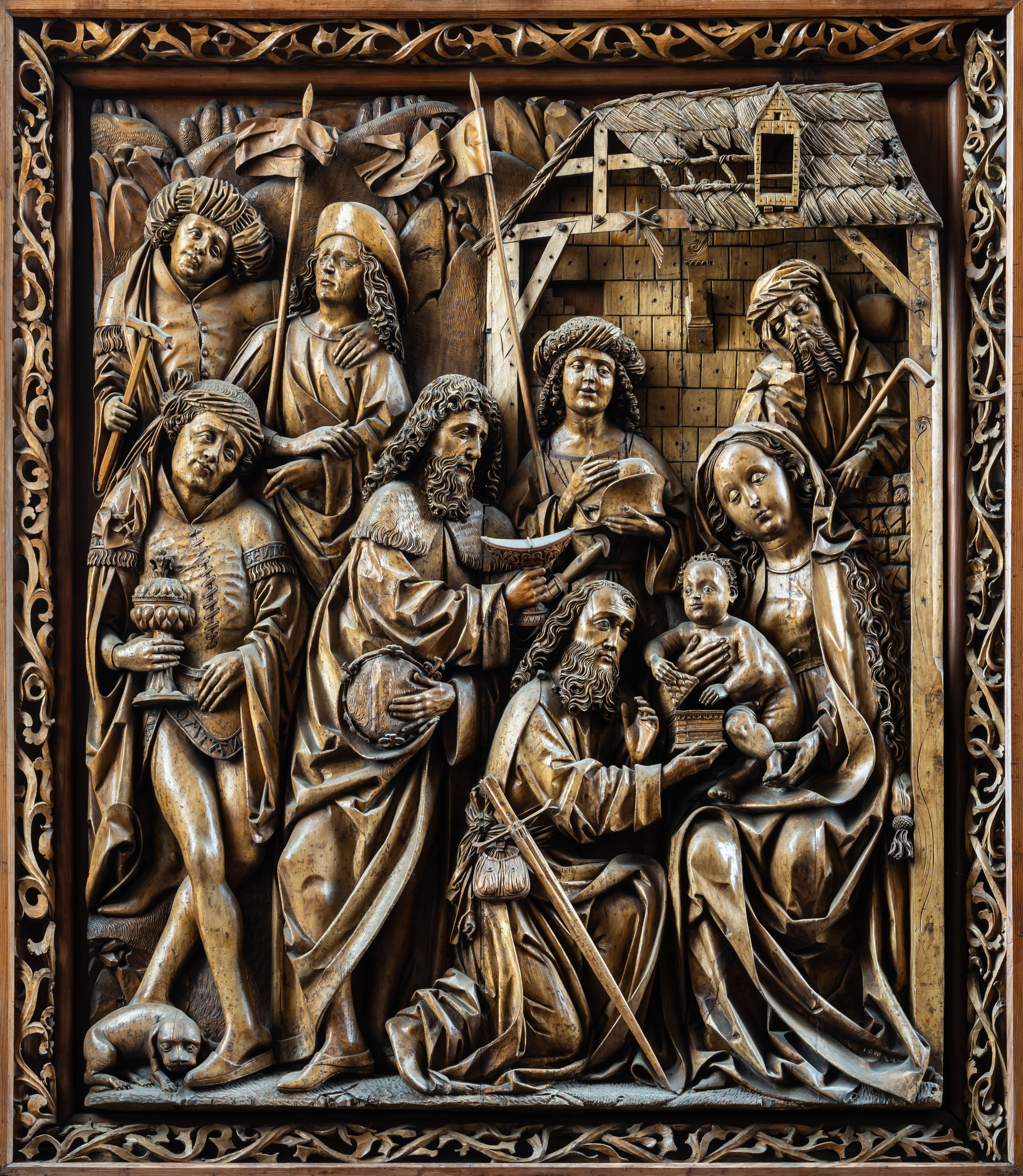
東方の三博士、右翼下部パネル
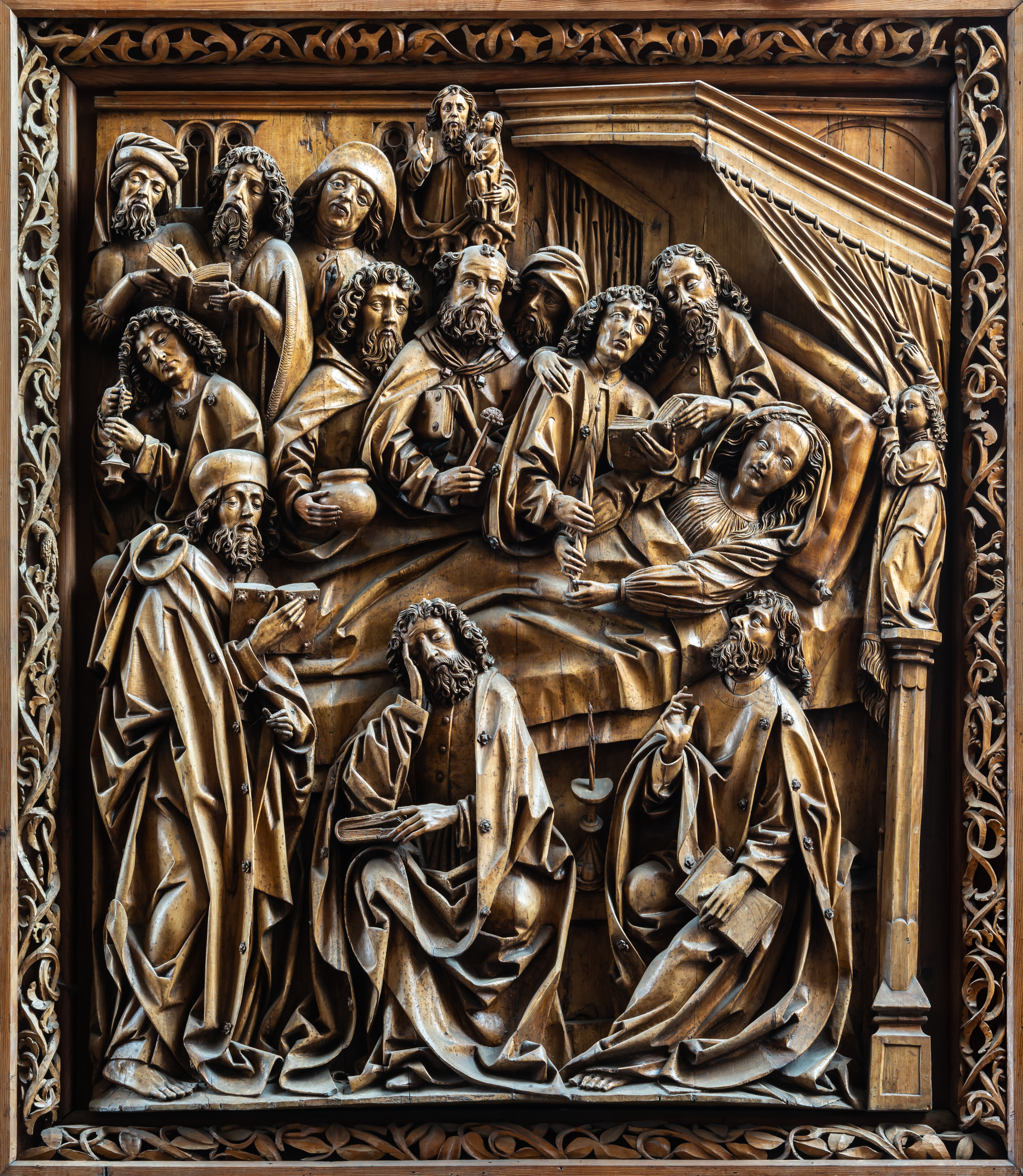
マリアの死、左翼下部パネル

### 上部構造
精巧に彫られた上部構造には、マリア、アレクサンドリアのカタリナ、バルバラの各聖女が描かれており、上部には預言者の胸像に挟まれた聖アグネスの彫像が位置し、その上には聖ヘレナの彫像が冠されている。丁寧に作られた彫像は、個別にデザインされ、衣服や属性に大きな違いがある。上部構造自体は中央パネルの各聖人の上にそびえ立つ3本の主要な小尖塔を含む11本の小尖塔で構成されている。何度か変更されており、他の祭壇画の要素が取り入れられている。もともとは純粋に建築的な構成であり、植物的な要素は含まれていなかった。また、人物像がもともと上部構造の一部だったのか、それとも別の方法で配置されたのかについても疑問が残されている。

## 引用元
- Kahsnitz, Rainer (2006). Carved Splendor: late gothic altarpieces in Southern Germany, Austria, and South Tirol. Getty Publications. ISBN 978-0-89236-853-2
- Oberchristl, Florian (1923) (ドイツ語). Der gotische Flügelaltar zu Kefermarkt [The Gothic winged altarpiece in Kefermarkt] (2 ed.). Linz: Verlag der „Christi. Kunstblätter“ Linz

## 参考資料
- Adalbert Stifter: Über den geschnitzten Hochaltar in der Kirche zu Kefermarkt.（ケファーマルクトの教会に刻まれて背の高い祭壇について） Erstdruck in: Jahrbuch des Oberösterreichischen Musealvereines 13, (1853) Digitalisat, 1MB pdf
- Lothar Schultes: Der Meister des Kefermarkter Altars. Die Ergebnisse des Linzer Symposions. （ケファーマルクトの祭壇画の達人。リンツァー・シンポジウムの結果）(Studien zur Kulturgeschichte von Oberösterreich, Folge 1), Linz 1993
- Otto Wutzel: Das Schicksal des Altars von Kefermarkt.（ケファーマルクトの祭壇画の運命） In: Rudolf Lehr: Landes-Chronik Oberösterreich, Wien: Verlag Christian Brandstätter 2004, S. 96ff.
- Ulrike Krone-Balcke: Der Kefermarkter Altar –- sein Meister und seine Werkstatt,（ケファーマルクトの祭壇画 - その親方と彼の工房） Deutscher Kunstverlag, München 1999 (Zugl. Univ., Diss., München 1995)